# Horst Deckert
Horst Deckert (Hannover, 1918. október 11.   – ?, 1988. április 12. ) német tengeralattjáró-kapitány volt a második világháborúban.

## Pályafutása
Horst Deckert 1937. április 3-án lépett be a haditengerészetbe. 1941. szeptember 1-jén fregatthadnaggyá, majd 1944. január 1-jén sorhajóhadnaggyá léptették elő. Két tengeralattjáró kapitánya volt, amelyekkel hét őrjáraton vett részt. Három hajót süllyesztett el, hármat megrongált, ezek összesített vízkiszorítása 131 957 brt volt.
1943. december 16-án a Földközi-tengeren, Orántól északra két amerikai romboló, a USS Woolsey és a USS Trippe mélységi bombákkal és fedélzeti fegyvereievel megtámadta az U–73-at. A legénység 16 tagja meghalt, 34 életben maradt. Horst Deckert a háború végéig hadifogságba került.

## Összegzés
| Hajója | Parancsnoki szolgálata                | Őrjáratok száma | Őrjáratok hossza (nap) | Eltalált hajók száma | Eltalált hajók vízkiszorítása (brt) |
| ------ | ------------------------------------- | --------------- | ---------------------- | -------------------- | ----------------------------------- |
| U–8    | 1941. augusztus 1. – 1942. május 16.  | 0               | 0                      | 0                    | 0                                   |
| U–73   | 1942. október 1. – 1943. december 16. | 7               | 149                    | 6                    | 31 957                              |

## Elsüllyesztett és megrongált hajók
| Búvárhajó | Nap                | Hajó             | Nemzetisége        | Vízkiszorítása (brt) |
| --------- | ------------------ | ---------------- | ------------------ | -------------------- |
| U–73      | 1942. november 14. | Lalande*         | Egyesült Királyság | 7453                 |
| U–73      | 1943. január 1.    | Arthur Middleton | Egyesült Államok   | 255                  |
| U–73      | 1943. január 1.    | USS LCT–21**     | Egyesült Államok   | 7176                 |
| U–73      | 1943. június 21.   | Brinkburn        | Egyesült Királyság | 1598                 |
| U–73      | 1943. június 27.   | Abbeydale*       | Egyesült Királyság | 8299                 |
| U–73      | 1943. december 16. | John S. Copley*  | Egyesült Államok   | 7176                 |

* A hajó nem süllyedt el, csak megrongálódott

** Partra szállító egység